# 27
27 је била проста година.

## Догађаји
- Тиберије је отишао на Капри и коначно напустио све државне послове.
- Током гладијаторских игара, амфитеатар у Фидени се срушио, убивши више од 20.000 људи.
- Крштење Исусово од стране Јована Крститеља.